# Eupoa liaoi
Eupoa liaoi är en spindelart som beskrevs av Peng X., Li S. 2006. Eupoa liaoi ingår i släktet Eupoa och familjen hoppspindlar. Inga underarter finns listade i Catalogue of Life.